# Halvvägsklobben
Halvvägsklobben, finska: Pahaluoto, är en ö i Finland. Den ligger i Skärgårdshavet och i kommunen Nådendal i landskapet Egentliga Finland, i den sydvästra delen av landet. Ön ligger omkring 28 kilometer sydväst om Åbo och omkring 170 kilometer väster om Helsingfors.
Öns area är 5,1 hektar och dess största längd är 310 meter i sydväst-nordöstlig riktning. Ön höjer sig omkring 15 meter över havsytan.